# United States Air Force Academy
L'United States Air Force Academy, abrégé en USAFA ou Air Force (Académie de la Force aérienne des États-Unis, AFAEU ou la Force aérienne en français), est une académie militaire américaine basée à Colorado Springs (Colorado). 
C'est l'une des écoles militaires les plus prestigieuses des États-Unis avec celle de l'Académie navale d'Annapolis et l'Académie militaire de West Point. Elle est chargée de la formation des officiers de l'United States Air Force. Les candidats doivent avoir d'excellents résultats aux épreuves académiques, être nommés par le membre du Congrès de leur circonscription électorale et passer un rigoureux examen physique pour être admis. Après leur formation à l'académie, ils sont élevés au grade de sous-lieutenant dans la force aérienne et doivent accomplir un certain nombre  d'années de service militaire.

## Sport
Les Falcons de l'Air Force défendent les couleurs de l'académie en NCAA.
Leur équipe de soccer (masculines et féminines) évoluent au Cadet Soccer Stadium, situé sur le campus.

## Culture populaire
- L'Académie de l'U.S. Air Force apparaît dans l'épisode 19 de la quatrième saison de Stargate SG-1.